# ディズニー・プレミアアクセス
ディズニー・プレミアアクセスは2022年5月19日から東京ディズニーリゾートにて導入されている時間指定予約サービスである。

## 概要
オリエンタルランドはパークでの1日をより計画的・効率的に過ごして貰うことを目的として、2022年5月19日から本サービスを導入することを同月13日に発表した。専用のスマートフォンアプリにて1回につき2,000円（施設によって値段の変動あり）を支払うことにより、対象のアトラクションの入場時間を指定して予約することが出来る。
サービス開始の時点では東京ディズニーランドの「美女と野獣“魔法のものがたり”」並びに東京ディズニーシーの「ソアリン:ファンタスティック・フライト」において導入された。2022年6月10日からは東京ディズニーシーの「トイ・ストーリー・マニア!」にも導入することが同月7日に発表された。
なお、類似するサービスとして、「ディズニー・ファストパス」があり、本サービスを「ファストパスの有料版」と報じる報道機関もあったが、ファストパスは無料で利用出来るが時間指定は出来ないので異なるサービスである。「ディズニー・ファストパス」は新型コロナウイルスの影響を受け、当面の間休止していたが、2023年7月26日から「東京ディズニーリゾート40周年記念プライオリティパス」の導入によりサービスが終了された。

## 対象施設
期間限定ショーは除いたディズニー・プレミアアクセスの対象施設は以下の通りである。
- 東京ディズニーランド[8]
  - アトラクション
    - ベイマックスのハッピーライド
    - スプラッシュ・マウンテン
    - 美女と野獣“魔法のものがたり”

  - パレード
    - ディズニー・ハーモニー・イン・カラー
    - 東京ディズニーランド・エレクトリカルパレード・ドリームライツ

  - ショー
    - クラブマウスビート
    - ミッキーのマジカルミュージックワールド
    - Reach for the Stars

- 東京ディズニーシー[9]
  - アトラクション
    - センター・オブ・ジ・アース
    - タワー・オブ・テラー
    - ソアリン:ファンタスティック・フライト
    - トイ・ストーリー・マニア!
    - アナとエルサのフローズンジャーニー
    - ピーターパンのネバーランドアドベンチャー
    - ラプンツェルのランタンフェスティバル

  - ショー
    - ビリーヴ!〜シー・オブ・ドリームス〜
    - ビッグバンドビート～ア・スペシャルトリート～
    - ドリームス・テイク・フライト